# 大盘鮣
大盘鮣（学名：Rhombochirus osteochir）为鮣科大盘鮣属的鱼类。分布于日本以及南海诸岛、台湾等海域等。该物种的模式产地在Bad。